# Koro (Sprache)
Koro ist eine Sprache, die in einigen wenigen Himalaya-Dörfern im Distrikt East Kameng des im Nordosten Indiens liegenden Bundesstaates Arunachal Pradesh gesprochen wird. Das zu den  tibetobirmanischen Sprachen gehörende Koro wird nur von etwa 4000 Menschen gesprochen und wurde erst 2008 im Zuge der Erforschung der ebenfalls tibetobirmanischen Sprache  Aka von Sprachforschern im Rahmen des Projekts Enduring Voices entdeckt.
Die Sprecher des Koro gehören zum Stammesvolk der Aka. Daher wurde ihre Sprache (auch von den Sprechern selbst) für einen Dialekt der zu den hrusischen Sprachen gehörenden Sprache Aka gehalten. Nach den neuesten Ergebnissen der Sprachforscher weicht die vom Aussterben bedrohte Sprache jedoch grundlegend von dem im Verbreitungsgebiet dominierenden Aka ab und unterscheidet sich auch von allen anderen tibetobirmanischen Sprachen.
Koro ist nicht verschriftet worden und gilt als stark gefährdete Sprache.